# Franz Wilflingseder
Franz Wilflingseder (* 12. Februar 1922 in Rottenbach; † 26. September 1985 in Linz) war ein österreichischer Historiker und Direktor der Bundesstaatlichen Studienbibliothek in Linz.

## Leben
Franz Wilflingseder wurde am 12. Februar 1922 als uneheliches Kind der Dienstmagd Elisabeth Wilflingseder (* 28. Oktober 1892), Tochter des Hausbesitzers Franz Wilflingseder und dessen Ehefrau Maria (geborene Prehofer), in Rottenbach geboren und am 14. Februar 1922 auf den Namen Franz getauft.
Wilflingseder stammte aus einfachen Verhältnissen; nach dem Besuch der Volksschule begann er mit 13 Jahren in Gurten eine Lehre bei einem Müller. Aufgrund eines Arbeitsunfalls mit Verletzungen der rechten Hand konnte er den in Aussicht genommenen Beruf des Müllers jedoch nicht mehr ausüben. Der Seelsorger des Krankenhauses von Ried im Innkreis, Joseph Müller, ermöglichte ihm das Studium am humanistischen Gymnasium dieser Stadt. Hier hat er 1943 die Reifeprüfung mit Auszeichnung abgelegt. Wegen seiner Verletzung war er für den Militärdienst untauglich, wurde aber für kurze Zeit zu einem Studentischen Ausgleichsdienst bei der Reichsstudentenführung in Berlin verpflichtet. Danach konnte er noch während des Krieges an der Universität Wien Geographie, Deutsche Literatur und Geschichte studieren. Während seines Studiums wurde er Mitglied der KÖStV Austria Wien. Nach dem Krieg konnte er seine Studien an der Universität Innsbruck fortsetzen, 1947 wurde er hier zum Doktor der Philosophie promoviert. 1955 heiratete Wilflingseder Heidi Wimmer, der Ehe entstammen zwei Kinder.
Nach dem Studium absolvierte er einen Kurs an der österreichischen Nationalbibliothek und konnte so ab dem 1. September 1948 eine Stelle an der Bundesstaatlichen Studienbibliothek in Linz erhalten. Am 1. August 1969 wurde er Nachfolger des Direktors dieses Instituts, Kurt Vanesa (1948–1969), und als solcher am 1. Jänner 1970 zum wirklichen Hofrat ernannt. In den Jahren 1971–1978 hat er auch die Bibliothek der neugegründeten Hochschule für künstlerische und industrielle Gestaltung in Linz verwaltet. 1985 ging er in Pension.
Wilflingseder war Mitglied des Oberösterreichischen Musealvereins. Er gehörte von 1960 bis 1979 dem Ausschuss dieses Vereines an und bekleidete von 1960 bis 1965 das Amt des Schriftführers.

## Werk
Neben seiner Tätigkeit als Bibliotheksdirektor ist Wilflingseder intensiv seinen historischen Interessen nachgegangen. Beginnend mit seiner Dissertation über die Herrschaft Steyregg und seinen Arbeiten über die Herrschaft Lustenfelden  und den Lonsdorfer Turm, ist er zum Spezialisten für die Geschichte des Linzer Raumes geworden. Weitere Arbeiten betrafen Egeregg und den Edelsitz Weingarting. Zudem hat er an den Linzer Regesten oder denen von Neydharting mitgearbeitet. In seinen späteren Jahren hat er sich mit dem Meistergesang und mit  Arbeiten zur Geschichte der katholischen Studentenverbindungen  (CV) befasst. Erwähnenswert sind auch die von ihm verfassten Nachrufe für die Heimatforscher  Franz Bohdanowicz und Josef Amstler oder seinen Historikerkollegen Georg Grüll.
Seine Arbeiten zeichnen sich durch akribische Aufarbeitung des vorhandenen Urkundenmaterials aus. Dabei kommt er zu neuen Einsichten, z. B. über die Besitzstruktur im Linzer und Mühlviertler Raum; ebenso wichtig sind seine wirtschafts-, rechts- und sozialgeschichtlichen Erkenntnisse (z. B. über Inwohner oder das mittelalterliche Rechtssystem).

## Ehrungen
- Großes Ehrenzeichen für Verdienste um die Republik Österreich, überreicht am 29. August 1985 durch den Landeshauptmann von Oberösterreich Josef Ratzenböck
- Ehrenmitglied der KDStV Ferdinandea (Prag) Heidelberg.

## Ausgewählte Schriften
- Geschichte des Schlosses und Herrschaft Steyregg bis 1635. Dissertation, Universität Innsbruck 1947.
- Die Gegenreformation in den Kirchen der heutigen Linzer Vororte. In: Jahrbuch der Stadt Linz 1950. Linz 1951, S. 278–310 (ooegeschichte.at [PDF]).
- Geschichte der Herrschaft Lustenfelden bei Linz (Kaplanhof) (= Sonderpublikationen zur Linzer Stadtgeschichte). Linz 1952.
- Fridericus Lagus. Ein thüringischer Schulmann und Arzt in Linz. Zum Jubiläum des Gymnasiums. In: Jahrbuch der Stadt Linz 1952. Linz 1953, S. 297–330 (ooegeschichte.at [PDF]).
- Familiengeschichtliche Aufzeichnungen der Jörger aus dem 16. und 17. Jahrhundert. In: Mitteilungen des oberösterreichischen Landesarchivs. Band 3, Linz 1954, S. 337–352 (ooegeschichte.at [PDF]).
- Die ehemalige Burg Lonstorf bei Linz und ihre Besitzer (= Sonderpublikationen zur Linzer Stadtgeschichte). Linz 1955.
- Geschichte des einstigen Freisitzes Egereck in Linz. In: Jahrbuch der Stadt Linz 1954. Linz 1955, S. 455–484 (ooegeschichte.at [PDF]).
- Geschichte der älteren Dreifaltigkeitskapelle in Linz. Von der Judenschule zur Jesuitenresidenz. In: Historisches Jahrbuch der Stadt Linz. Linz 1956, S. 33–188 (S. 33–70 (ooegeschichte.at [PDF]), S. 71–110 (ooegeschichte.at [PDF]), S. 111–140 (ooegeschichte.at [PDF]), S. 141–176 (ooegeschichte.at [PDF]), S. 177–188 (ooegeschichte.at [PDF])).
- Martin Laimbauer und die Unruhen im Machlandviertel 1632–1636. In: Mitteilungen des oberösterreichischen Landesarchivs. Band 6, Linz 1959, S. 136–208 (S. 136–146 (ooegeschichte.at [PDF]), S. 147–156 (ooegeschichte.at [PDF]), S. 157–181 (ooegeschichte.at [PDF]), S. 182–208 (ooegeschichte.at [PDF])).
- Neydharting. Skizzen und Quellen zur Geschichte der Herrschaft. In: 6. Jahrbuch. Musealvereines Wels. 1959/60. 1960, S. 33–91 (ooegeschichte.at [PDF]).
- Die Linzer Mitbürger. Ein Beitrag zur Verfassungs- und Wirtschaftsgeschichte der Stadt Linz. In: Historisches Jahrbuch der Stadt Linz 1966. Linz 1967, S. 61–149 (S. 61–100 (ooegeschichte.at [PDF]), S. 101–149 (ooegeschichte.at [PDF])).
- Der Gewandausschnitt. Ein Beitrag zur Linzer Handelsgeschichte vom 15. bis zum 18. Jahrhundert. In: Historisches Jahrbuch der Stadt Linz 1968. Linz 1969, S. 297–319 (ooegeschichte.at [PDF]).
- Der adelige Sitz Weingarting in Linz. In: Jahrbuch der Stadt Linz 1971. Linz 1972, S. 11–32 (ooegeschichte.at [PDF]).